# Territoriu de bandolerus
Territoriu de bandolerus es una película española dirigida por Néstor del Barco Rodrigo y José Ignacio Cobos y producida por Néstor del Barco, José Ignacio Cobos, Pilar Cobos y Eduardo Gómez. Es la primera película realizada íntegramente en extremeño (dialecto serradillano). Narra la vida del bandolero El Cabrerín. Está basada en hechos reales acaecidos en el siglo XIX.
El rodaje se localiza en la población cacereña de Serradilla y su extraordinario entorno, el Parque nacional de Monfragüe. Tanto actores como equipo de filmación pertenecen a Serradilla. Esta película tiene la particularidad de partir con un presupuesto CERO, cada uno de los vecinos aportó lo que tenía, su ilusión y su tiempo, así pudo realizarse gracias al esfuerzo colectivo de todos los vecinos de Serradilla.
Esta película ha contado con 220 actores. Se ha precisado 40 caballos y 4 carrozas, todo ello cedido por los habitantes del municipio y de los de su entorno. Se invirtieron 18 meses de rodaje.
Se estrenó el 17 de agosto de 2013 en Serradilla. Una multitudinaria fiesta que acudieron más de 3000 personas (el censo del pueblo cuenta con 1729 habitantes).

## Premios
Premios concedidos a la película Territoriu de Bandolerus:
- San Pancracio Reyes Abades del Festival Solidario de Cine Español.[4]
- Premio de la Cultura otorgado por la Casa Regional de Extremadura en Getafe.[5]
- Medalla de Oro de Serradilla.